# Пажайслисский монастырь
Пажайслисский монастырь (лит. Pažaislio vienuolynas) — крупнейший монастырский комплекс в Литве, построенный в стиле итальянского барокко. Ансамбль считается одним из лучших образцов зрелого барокко в Северной и Восточной Европе, который почти не подвергался каким-либо перестройкам и реконструкциям. Монастырь находится в Каунасе на полуострове в Каунасском водохранилище неподалёку от Каунасского яхт-клуба по адресу улица Т. Масюлё 31. Ансамбль зданий камальдульского монастыря на территории в 70943 м2 включён в Регистр культурных ценностей Литовской Республики и охраняется государством как объект национального значения, код 1352.

## История

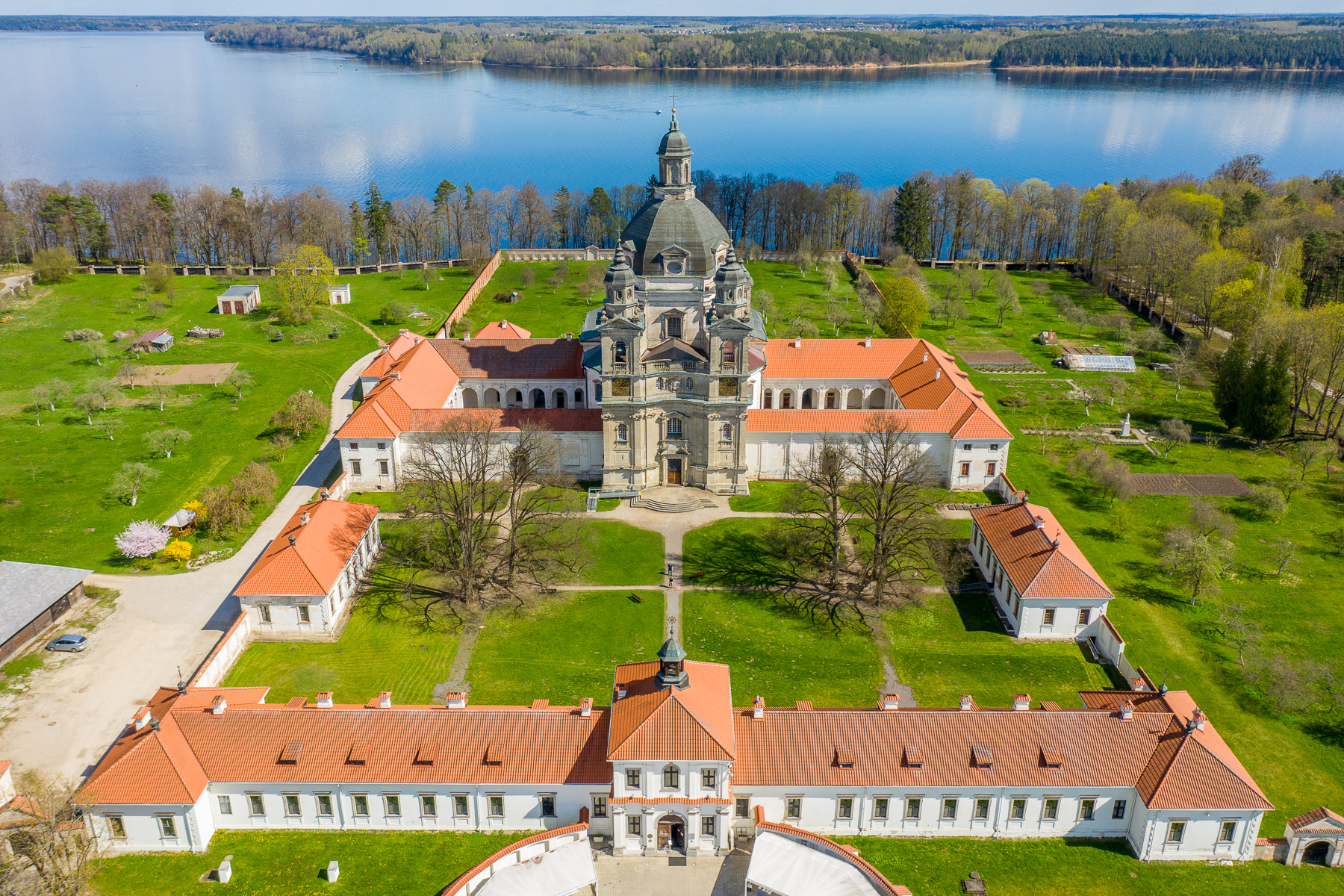
Пажайслисский монастырь

Пажайслисский монастырь был основан в 1662 году канцлером Великого княжества Литовского Христофором Сигизмундом Пацем для отшельников-камальдулов. Христофор Пац, чья молодость прошла в Италии, в университетах Падуи и Перуджи, был страстным поклонником изысканного итальянского барокко. Интенсивное строительство велось до 1674 года, затем возобновилось в 1712 году, когда состоялось освящение Пажайслисского костёла Вознесения Пресвятой девы Марии Вильнюсским епископом Казимежем Бжостовским. По некоторым данным, архитектором монастыря был Лодовико Фредо, монах из монастыря Сан-Микеле ди Мурано. Костёл и поздние постройки спроектировали Карло и Пьетро Путтини и Джованни Баттиста Фредиани. Авторами скульптур были М. Вольшейдас из Вильнюса, И. Мерли из Ломбардии и, предположительно, П. Перти и М. Жялявичус.
По договору с великим писарем литовским Казимиром Михаилом Пацем, подписанному в 1692 году, итальянский художник Джованни Росси расписал купол и фонарь в монастырском костёле Вознесения Пресвятой Девы Марии, а также написал на холсте два образа святого Евстахия. Росси уехал в 1719 году, не закончив писать фигуры апостолов над центральными арками, как предполагается, в связи со смертью своего покровителя и мецената Паца. В куполе храма сохранилась многофигурная фреска с изображением коронования Пресвятой Девы Марии, выполненная Росси в 1712—1719 годах. Фигура увенчиваемой Богоматери достигает высоты в три метра. Между 1718 и 1755 годами внутренние дворы монастыря были перестроены и добавлены новые вспомогательные здания. В 1755 году в церковь ударила молния, от пожара пострадал читальный зал библиотеки и некоторые другие помещения над ризницей. В ходе ремонтно-строительных работ, проведенных в том же году, были возведены дополнительные башни.
Во время войны 1812 года монастырь был разграблен французами. В 1828—1829 гг. в монастыре был заточен литовский священник и поэт Антанас Страздас.
После подавления Польского восстания 1830—1831 годов монастырь был передан Русской православной церкви и преобразован в Пожайский Успенский мужской монастырь. Были убраны резные деревянные алтари в часовнях, некоторые фрески перекрашены, три фрески, изображавшие моменты из жизни Литвы и жизни Пацев, были закрашены. После 1863 года по указанию архиепископа Александра (Добрынина) с фасада церкви убраны четыре статуи из песчаника, изображавшие Симеона, Анну, Марию и Иосифа.
В 1915 году православный монастырь был эвакуирован, архивы перевезены в Грузию. До 1918 года в монастыре располагался немецкий военный госпиталь и склады
После обретения Литвой независимости монастырь в 1920-х годах был передан сёстрам Ордена Святого Казимира. Основательницами монастыря стали четыре сестры ордена из Чикаго. В 1948 году советская администрация закрыла монастырь, превратив его в архив, а с 1950 года — республиканскую психиатрическую больницу. В 1967—1991 годах монастырь был филиалом Национального художественного музея им. М. К. Чюрлёниса. В 1992 году комплекс возвращен Ордену Святого Казимира, одновременно была проведена реставрация монастыря. За главным зданием восстановлены три из двадцати домиков монахов молчальников.
На территории монастыря немало исторических и культурных памятников, в том числе могила Алексея Львова, создателя музыки гимна «Боже, Царя храни!».
В 2004 году Банком Литвы была выпущена памятная серебряная монета достоинством 50 литов (авторы Мариус Завадскис и Ритас Йонас Бялявичюс).

## Архитектура

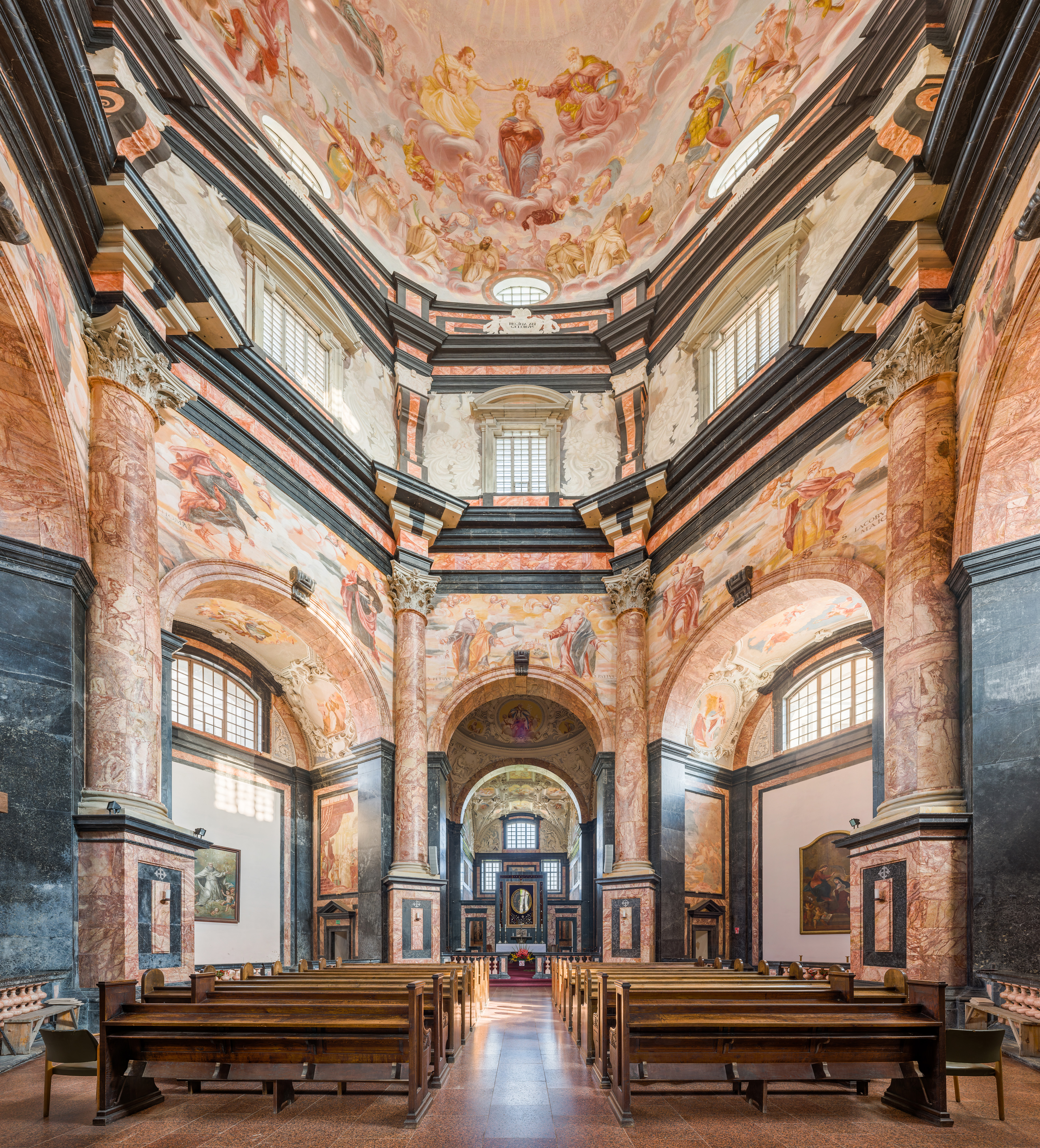
Внутреннее убранство костёла

Ансамбль имеет строго осевую композицию, аллея подводит к въездным воротам, за которыми длинный проезд между каменными оградами ведёт до круглой площадки для разворота карет; здесь посетители проходили через вторые ворота, за которыми раскрывается вид на монументальный храм с двухбашенным фасадом и куполом. За храмом — закрытый сад с индивидуальными домиками монахов и башней для отшельников на 33-метровой оси. Находящаяся в центре ансамбля церковь имеет вогнутый двухбашенный фасад, расчлененный пилястрами ионического большого ордера. Храм перекрыт шестигранным куполом внушительных размеров (13 м диаметром и 49 м высоты), увенчанный изящным шестигранным фонарем. Пространственная композиция церкви имеет некоторое сходство с храмом Санта-Мария-делла-Салюте в Венеции.
Ансамбль был построен из обожженного кирпича. Для отделки интерьера храма использованы песчаник, разноцветный карпатский мрамор, дерево, цветные металлы. Подчеркнуто просторна алтарная часть с хором и ризницей; с боков, в углублениях четыре часовни; центр выделен обширным подкупольным пространством. Интерьеры церкви и других важнейших помещений обильно украшены пластическими фигурными и орнаментальными композициями из стукко, а также монументальной живописью. В зданиях ансамбля сохранилось около 140 фресок разных размеров, 6 живописных полотен М. Паллони, в том числе портреты основателя Х. Паца и его жены Клары Изабеллы. Одна из самых великолепных фресок — композиция «Сон Ромуальда» с её желтовато-зеленоватым колоритом, диагональной композицией, ритмично скомпонованными фигурами на фоне прекрасного декоративного пейзажа.

## Музыкальный фестиваль
Ежегодно в монастыре проводится международный фестиваль музыки. Начало Пажайслисскому музыкальному фестивалю было положено в 1996 году. В течение трёх летних месяцев проходит около 30 концертов музыкальной классики, начиная от Моцарта и заканчивая «Аббой». Дважды фестиваль посещал американский скрипач и дирижёр Иегуди Менухин. Часть концертов бесплатна для публики. Концерты в рамках фестиваля проходили также в Каунасском замке, Клайпедском университете и даже в аэропорту.

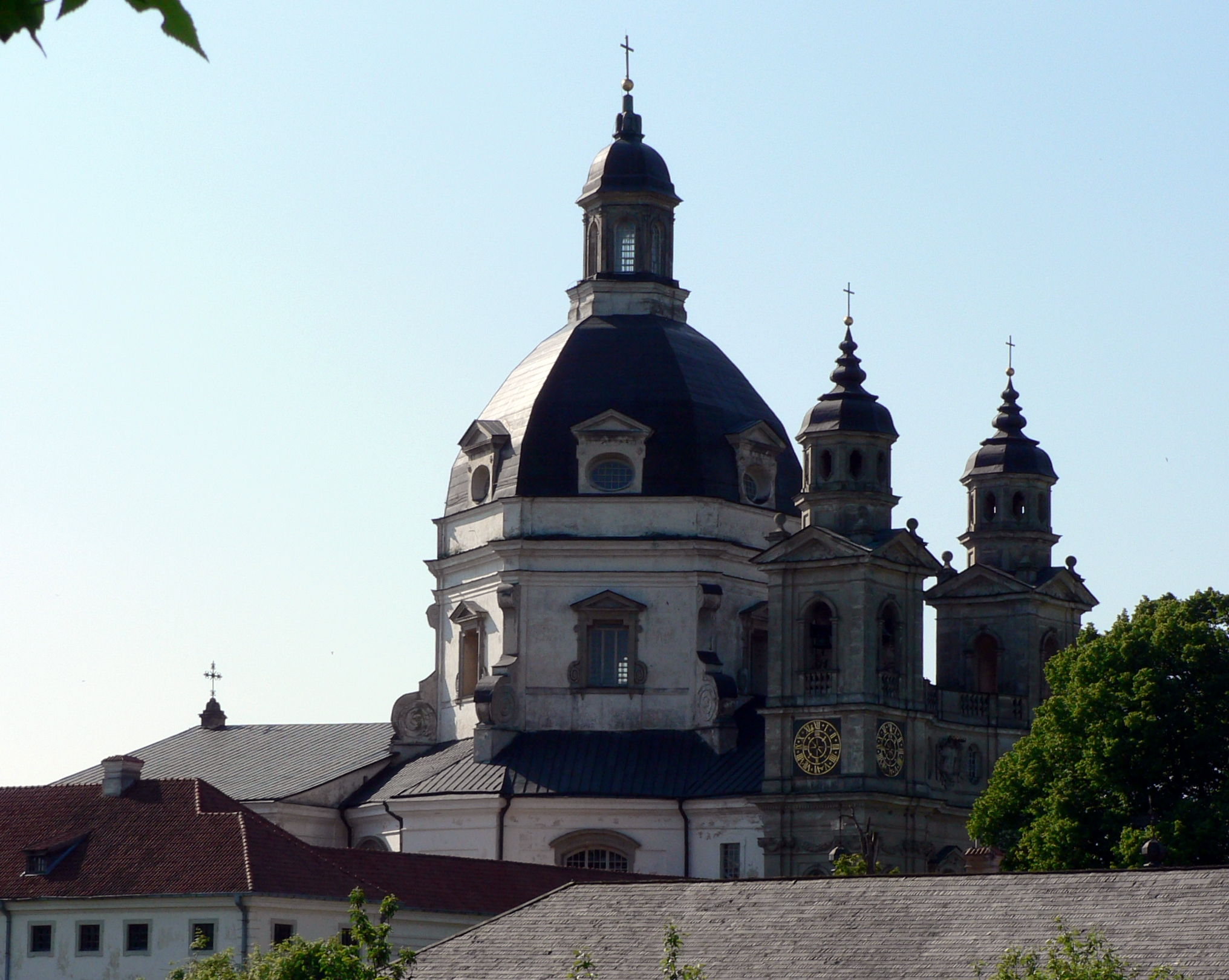
Купол собора
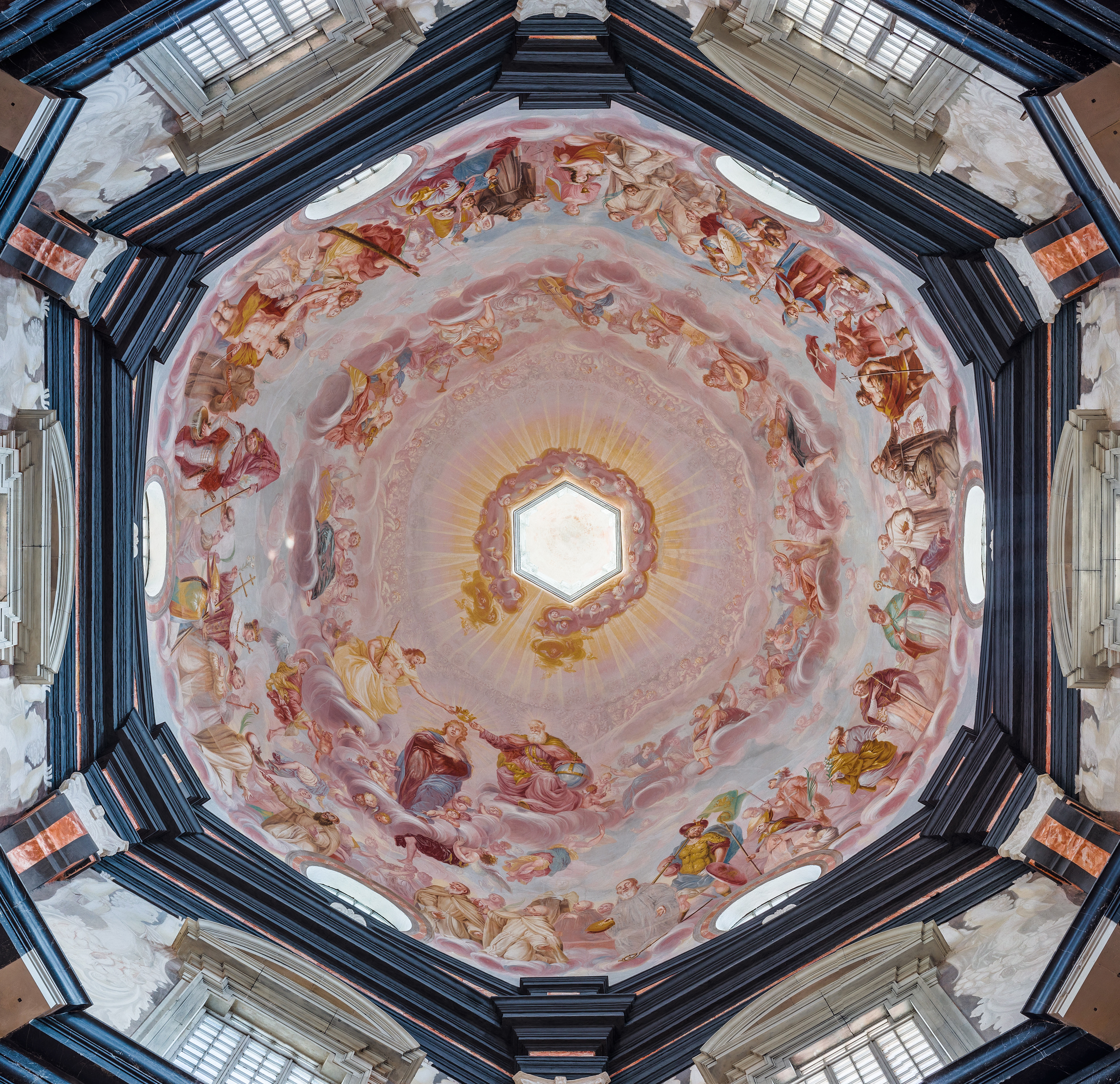
Церковные фрески
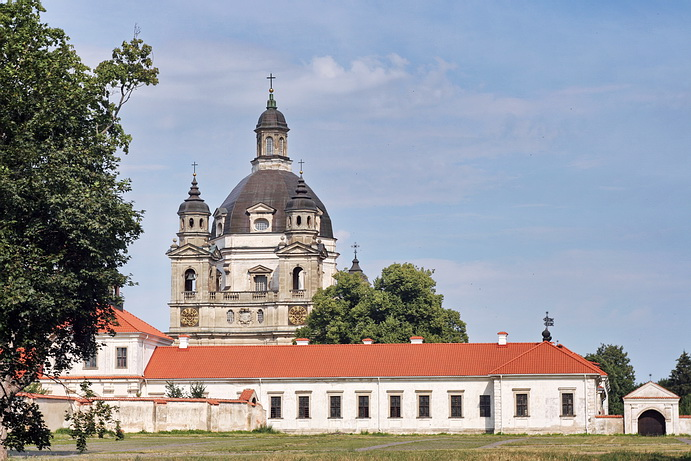
Вид на монастырский комплекс с юго-запада
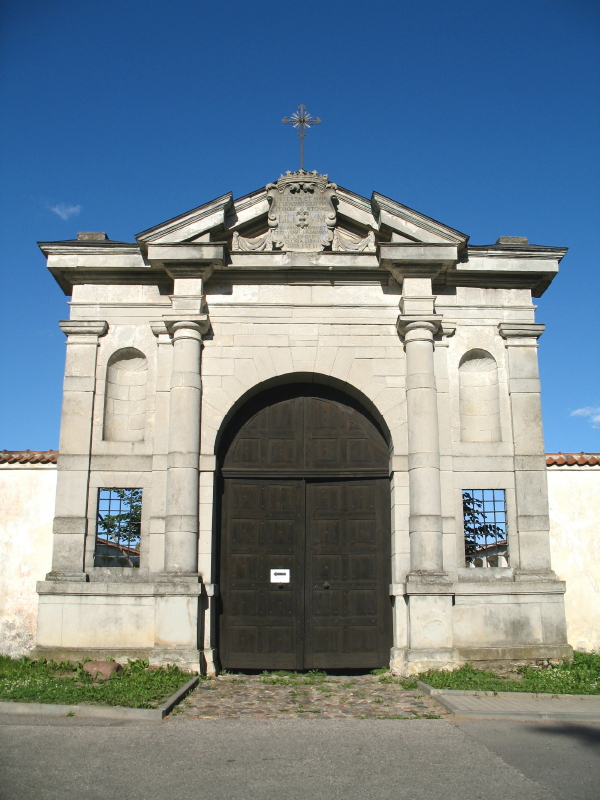
Великие ворота
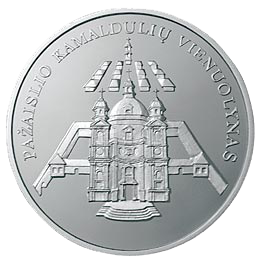
Памятная монета, посвящённая Пажайслисскому монастырю